# マルレネ・エレハルデ
マルレネ・エレハルデ・ディアス (Marlene Elejarde Diaz、1950年6月3日- 1989年4月29日)は、キューバハバナ出身の陸上競技選手。1968年メキシコシティーオリンピックの金メダリストである。

## 経歴
エレハルデは、1968年メキシコオリンピックでは、エレハルデとヴィオレッタ・ケサダ、ミゲリーナ・コビアン、フルヘンシア・ロメイとともに出場した4×100mリレーでは銀メダルを獲得。このとき獲得したメダルは、キューバの女性選手としてオリンピックで初めてのメダルであった。
4年後の1972年ミュンヘンオリンピックでもエレハルデは4×100mリレーに出場。エレハルデとロメイ、カルメン・バルデス、シルビア・キバスのメンバーで挑み、西ドイツ、東ドイツに次いで銅メダルとなった。
エレハルデは、1989年に交通事故で若くしてこの世去っている。

## 主な実績
| 年   | 大会                   | 場所                     | 種目         | 結果 | 記録     |
| ---- | ---------------------- | ------------------------ | ------------ | ---- | -------- |
| 1968 | オリンピック           | メキシコシティ(メキシコ) | 4×100mリレー | 2位  | 43.3秒   |
| 1971 | パンアメリカンゲームズ | カリ(コロンビア)         | 100mハードル | 2位  | 13.54秒  |
| 1972 | オリンピック           | ミュンヘン(西ドイツ)     | 4×100mリレー | 3位  | 43.3６秒 |
| 1975 | パンアメリカンゲームズ | メキシコシティ(メキシコ) | 100mハードル | 3位  | 13.80秒  |